# Handball-FDGB-Pokal 1980/81
Der Handball-FDGB-Pokal der Herren wurde mit der Saison 1980/81 zum 11. Mal ausgetragen. Beim Endrunden-Turnier in Rostock verteidigten die Gastgeber vom SC Empor Rostock den Titel aus dem Vorjahr erfolgreich und qualifizierten sich wieder für den Europapokal der Pokalsieger.

## Teilnehmende Mannschaften
Für den FDGB-Pokal hatten sich folgende 50 Mannschaften qualifiziert:
| DDR-Oberliga die 10 Vereine der Saison 1980/81 | DDR-Liga die 20 Vereine der Saison 1980/81 | Bezirkspokalvertreter die 20 Vereine aus der Saison 1979/80 |
| - SC Magdeburg - SC Empor Rostock (TV) - ASK Vorwärts Frankfurt/O. - SC Leipzig - BSG Post Schwerin - SG Dynamo Halle-Neustadt - SC Dynamo Berlin - BSG Wismut Aue - BSG Chemie Premnitz - BSG Einheit Halle-Neustadt (TV) – Titelverteidiger | Staffel Nord - BSG Rotation Prenzlauer Berg - SG Lok/Motor Süd-Ost Magdeburg - ASK Vorwärts Frankfurt/O. II - SG Dynamo/Motor Staßfurt - SG Motor/Vorwärts Hennigsdorf - SC Dynamo Berlin II - SG Stahl Brandenburg/Kirchmöser - TSG Calbe - BSG Post Schwerin II - BSG Stahl Eisenhüttenstadt Staffel Süd - BSG Motor Eisenach - BSG ZAB Dessau - SG Dynamo Suhl-Mitte - BSG Chemie Piesteritz - BSG Grubenlampe Zwickau - SC Leipzig II - SC Magdeburg II - HSG Wissenschaft Freiberg - BSG LVB Leipzig - BSG Obertrikotagen Apolda | - Bezirk Rostock BSG Motor Stralsund - Bezirk Schwerin BSG Aufbau Hydraulik Schwerin - Bezirk Neubrandenburg BSG Empor Stavenhagen - Bezirk Potsdam BSG Chemie Premnitz II - Ost-Berlin BSG NARVA Berlin VSG Altglienicke - Bezirk Frankfurt (Oder) BSG Einheit Grünheide ASG Vorwärts Strausberg - Bezirk Magdeburg BSG Traktor Langenweddingen - Bezirk Halle SG Dynamo Halle-Neustadt II - Bezirk Leipzig BSG Motor Nord Leipzig - Bezirk Cottbus BSG Lokomotive Hoyerswerda BSG Lokomotive RAW Cottbus II - Bezirk Dresden BSG Chemie Radebeul BSG Chemie Meißen - Bezirk Karl-Marx-Stadt BSG Wismut Aue II - Bezirk Erfurt LG Mühlhausen BSG Motor Eisenach II - Bezirk Gera BSG Wismut Ronneburg - Bezirk Suhl BSG Traktor Breitungen |

## Modus
In der ersten und zweiten Hauptrunde, die im K.-o.-System ausgespielt wurde, nahmen die Mannschaften aus der Handball-DDR-Liga und die qualifizierten Bezirkspokalvertreter teil. In beiden Runden hatten die Bezirksvertreter Heimvorteil gegenüber den DDR-Liga-Mannschaften. Ab der dritten Hauptrunde gab es Hin- und Rückspiele und die zehn Mannschaften aus der Handball-DDR-Oberliga kamen dazu und wurden den Siegern der 2. Hauptrunde zugelost. In den ersten drei Runden wurde möglichst nach territorialen Gesichtspunkten gelost. In der vierten Hauptrunde wurden die fünf bestplatzierten Mannschaften der abgelaufenen Oberligasaison so gesetzt, dass sie nicht aufeinandertrafen. Nach dieser Runde ermittelten dann die letzten fünf Mannschaften in einem Endrunden-Turnier den Pokalsieger.

## 1. Hauptrunde
| Datum            |                               | Ergebnis    |                                 |
| ---------------- | ----------------------------- | ----------- | ------------------------------- |
| Sa 25.10., 16:00 | BSG Chemie Premnitz II        | 19:20       | SC Magdeburg II                 |
| Sa 25.10., 16:00 | VSG Altglienicke              | :           | BSG Stahl Eisenhüttenstadt      |
| Sa 25.10., 16:00 | BSG Lokomotive Hoyerswerda    | 18:23       | SG Stahl Brandenburg/Kirchmöser |
| Sa 25.10., 16:00 | BSG Einheit Grünheide         | 20:34       | SC Dynamo Berlin II             |
| Sa 25.10., 16:00 | BSG Traktor Langenweddingen   | 14:29       | ASK Vorwärts Frankfurt/O. II    |
| Sa 25.10., 16:00 | BSG Motor Stralsund           | 19:20       | SG Dynamo/Motor Staßfurt        |
| Sa 25.10., 16:00 | BSG Aufbau Hydraulik Schwerin | 16:35       | SG Lok/Motor Süd-Ost Magdeburg  |
| Sa 25.10., 16:00 | BSG Empor Stavenhagen         | 15:25       | BSG Post Schwerin II            |
| Sa 25.10., 16:00 | BSG NARVA Berlin              | 24:17       | SG Motor/Vorwärts Hennigsdorf   |
| Sa 25.10., 16:00 | ASG Vorwärts Strausberg       | 17:29       | BSG Rotation Prenzlauer Berg    |
| Sa 25.10., 16:00 | BSG Traktor Breitungen        | 16:37       | BSG Motor Eisenach              |
| Sa 25.10., 16:00 | BSG Wismut Ronneburg          | 24:19       | BSG Obertrikotagen Apolda       |
| Sa 25.10., 16:00 | BSG Lokomotive RAW Cottbus II | [ H1 1 ]    | BSG Grubenlampe Zwickau         |
| Sa 25.10., 16:00 | BSG Chemie Meißen             | 16:19       | BSG ZAB Dessau                  |
| Sa 25.10., 16:00 | SG Dynamo Halle-Neustadt II   | 20:17       | BSG LVB Leipzig                 |
| Sa 25.10., 16:00 | BSG Motor Nord Leipzig        | 22:20       | TSG Calbe                       |
| Sa 25.10., 16:00 | BSG Wismut Aue II             | 25:26 n. V. | SC Leipzig II                   |
| Sa 25.10., 16:00 | LG Mühlhausen                 | 18:24       | SG Dynamo Suhl-Mitte            |
| Sa 25.10., 16:00 | BSG Motor Eisenach II         | 26:13       | HSG Wissenschaft Freiberg       |
| Sa 25.10., 16:00 | BSG Chemie Radebeul           | 18:25       | BSG Chemie Piesteritz           |

1. ↑  Lokomotive RAW Cottbus II zog kampflos in die 2. Hauptrunde ein

## 2. Hauptrunde
| Datum            |                                  | Ergebnis |                                 |
| ---------------- | -------------------------------- | -------- | ------------------------------- |
| Sa 10.01., 15:30 | BSG NARVA Berlin                 | 26:32    | SG Stahl Brandenburg/Kirchmöser |
| Sa 10.01., 16:00 | SG Lok/Motor Süd-Ost MagdeburgII | 28:21    | SC Magdeburg II                 |
| Sa 10.01., 16:00 | BSG Post Schwerin II             | 23:20    | SG Dynamo/Motor Staßfurt        |
| Sa 10.01., 16:00 | BSG Lokomotive RAW Cottbus II    | 21:31    | ASK Vorwärts Frankfurt/O. II    |
| Sa 10.01., 16:00 | BSG Wismut Ronneburg             | 21:27    | SC Dynamo Berlin II             |
| Sa 10.01., 16:00 | SG Dynamo Halle-Neustadt II      | 17:31    | BSG Motor Eisenach              |
| Sa 10.01., 16:00 | BSG ZAB Dessau                   | 19:18    | SG Dynamo Suhl-Mitte            |
| Sa 10.01., 16:00 | BSG Motor Eisenach II            | 17:19    | BSG Chemie Piesteritz           |
| Sa 10.01., 17:00 | VSG Altglienicke                 | 14:20    | BSG Rotation Prenzlauer Berg    |
| Sa 10.01., 17:00 | BSG Motor Nord Leipzig           | 22:32    | SC Leipzig II                   |

## 3. Hauptrunde
| Datum                   |                            | Gesamt         |                                 | Hinspiel | Rückspiel |
| ----------------------- | -------------------------- | -------------- | ------------------------------- | -------- | --------- |
| So 24. Mai / So 31. Mai | BSG Chemie Premnitz        | 33:32          | BSG Post Schwerin II            | 18:12    | 15:20     |
| So 24. Mai / So 31. Mai | SC Empor Rostock           | 50:43          | SG Lok/Motor Süd-Ost Magdeburg  | 31:19    | 19:24     |
| So 24. Mai / So 31. Mai | SC Magdeburg               | 53:41          | ASK Vorwärts Frankfurt/O. II    | 21:14    | 32:27     |
| So 24. Mai / So 31. Mai | BSG Post Schwerin          | 46:38          | BSG Rotation Prenzlauer Berg    | 26:17    | 20:21     |
| So 24. Mai / So 31. Mai | ASK Vorwärts Frankfurt/O.  | 53:39          | SG Stahl Brandenburg/Kirchmöser | 30:22    | 23:17     |
| So 24. Mai / So 31. Mai | SC Leipzig                 | 52:31          | SC Leipzig II                   | 26:12    | 26:19     |
| So 24. Mai / So 31. Mai | SC Dynamo Berlin           | 49:49; 7m: 3:4 | BSG Motor Eisenach              | 26:23    | 23:26     |
| So 24. Mai / So 31. Mai | BSG Wismut Aue             | 46:39          | SC Dynamo Berlin II             | 26:17    | 20:22     |
| So 24. Mai / So 31. Mai | BSG Einheit Halle-Neustadt | 40:46          | BSG Chemie Piesteritz           | 20:23    | 20:23     |
| So 24. Mai / So 31. Mai | SG Dynamo Halle-Neustadt   | 42:40          | BSG ZAB Dessau                  | 25:22    | 17:18     |

## 4. Hauptrunde
| Datum                      |                       | Gesamt |                           | Hinspiel | Rückspiel |
| -------------------------- | --------------------- | ------ | ------------------------- | -------- | --------- |
| Fr 0.5. Juni / Sa 13. Juni | BSG Post Schwerin     | 40:42  | BSG Motor Eisenach        | 24:17    | 16:25     |
| Sa 06. Juni / Sa 13. Juni  | SC Empor Rostock      | 48:25  | BSG Chemie Premnitz       | 24:15    | 24:10     |
| Sa 06. Juni / Sa 13. Juni  | SC Magdeburg          | 55:45  | SG Dynamo Halle-Neustadt  | 29:22    | 26:23     |
| Sa 06. Juni / Sa 13. Juni  | BSG Chemie Piesteritz | 48:59  | ASK Vorwärts Frankfurt/O. | 25:25    | 23:34     |
| Sa 06. Juni / Sa 13. Juni  | BSG Wismut Aue        | 33:58  | SC Leipzig                | 20:30    | 13:28     |

## Endrunde
Die Endrunde fand vom 17. bis 21. Juni 1981 in der Rostocker Sport- und Kongresshalle statt.

### Spiele
1. Spieltag:
| Datum            |                           | Ergebnis |                    |
| ---------------- | ------------------------- | -------- | ------------------ |
| Mi 17.06., 17:15 | SC Magdeburg              | 24:25    | SC Empor Rostock   |
| Mi 17.06., 18:30 | ASK Vorwärts Frankfurt/O. | 22:21    | BSG Motor Eisenach |
| Spielfrei:       | SC Leipzig                |          |                    |

2. Spieltag:
| Datum            |                           | Ergebnis |              |
| ---------------- | ------------------------- | -------- | ------------ |
| Do 18.06., __:__ | BSG Motor Eisenach        | 22:27    | SC Magdeburg |
| Do 18.06., __:__ | ASK Vorwärts Frankfurt/O. | 24:21    | SC Leipzig   |
| Spielfrei:       | SC Empor Rostock          |          |              |

3. Spieltag:
| Datum            |                  | Ergebnis |                           |
| ---------------- | ---------------- | -------- | ------------------------- |
| Fr 19.06., __:__ | SC Empor Rostock | 20:18    | ASK Vorwärts Frankfurt/O. |
| Fr 19.06., __:__ | SC Leipzig       | 27:23    | BSG Motor Eisenach        |
| Spielfrei:       | SC Magdeburg     |          |                           |

4. Spieltag:
| Datum            |                           | Ergebnis |                  |
| ---------------- | ------------------------- | -------- | ---------------- |
| Sa 20.06., __:__ | BSG Motor Eisenach        | 22:29    | SC Empor Rostock |
| Sa 20.06., __:__ | SC Magdeburg              | 24:25    | SC Leipzig       |
| Spielfrei:       | ASK Vorwärts Frankfurt/O. |          |                  |

5. Spieltag: So 21. Juni
| Datum            |                    | Ergebnis |                           |
| ---------------- | ------------------ | -------- | ------------------------- |
| So 21.06., __:__ | SC Magdeburg       | 35:26    | ASK Vorwärts Frankfurt/O. |
| So 21.06., __:__ | SC Empor Rostock   | 21:18    | SC Leipzig                |
| Spielfrei:       | BSG Motor Eisenach |          |                           |

### Abschlusstabelle
| Pl. | Verein                    | Sp. | S | U | N | Tore    | Diff. | Punkte |
| --- | ------------------------- | --- | - | - | - | ------- | ----- | ------ |
| 1.  | SC Empor Rostock          | 4   | 4 | 0 | 0 | 095:820 | +13   | 08:0   |
| 2.  | SC Magdeburg              | 4   | 2 | 0 | 2 | 110:980 | +12   | 04:40  |
| 3.  | SC Leipzig                | 4   | 2 | 0 | 2 | 091:920 | −1    | 04:40  |
| 4.  | ASK Vorwärts Frankfurt/O. | 4   | 2 | 0 | 2 | 090:970 | −7    | 04:40  |
| 5.  | BSG Motor Eisenach        | 4   | 0 | 0 | 4 | 088:105 | −17   | 0:80   |

Platzierungskriterien: 1. Punkte – 2. Direkter Vergleich (Punkte, Tordifferenz, geschossene Tore) – 3. Tordifferenz – 4. geschossene Tore

### FDGB-Pokalsieger
| 1.                        | SC Empor Rostock |
| ------------------------- | --- |
| Logo vom SC Empor Rostock | - Tor: Jürgen Rohde, Petzold, Michael Blank - Feldspieler: Michael Wemuth (8/–), Helmut Wilk (15/1) , Frank-Michael Wahl (40/6), Frank Seydel (4/–), Jürgen Nowoczin (10/–), Hans-Georg Jaunich (7/3), Holger Langhoff (2/–), Volkmar Warning (5/–), Udo Dreyer (3/–), Siegfried Sanftleben (1/–) – (Tore/7 m) - Trainer: Heinz Strauch und Peter Randt |

### Torschützenliste
Torschützenkönig des Endturniers wurde Frank-Michael Wahl vom SC Empor Rostock mit 40 Toren.
|    | Spieler            | Verein                    | Tore / 7m |
| -- | ------------------ | ------------------------- | --------- |
| 1. | Frank-Michael Wahl | SC Empor Rostock          | 40 / 06   |
| 2. | Lothar Doering     | SC Leipzig                | 36 / 15   |
| 3. | Udo Rothe          | SC Magdeburg              | 30 / 04   |
| 4. | Ingolf Wiegert     | SC Magdeburg              | 22 / 0–   |
| 5. | Klaus Gruner       | ASK Vorwärts Frankfurt/O. | 20 / 03   |
| 6. | Volker Musick      | ASK Vorwärts Frankfurt/O. | 18 / 08   |
| 7. | Norbert Nowak      | ASK Vorwärts Frankfurt/O. | 17 / 0–   |
| 8. | Roland Kuck        | ASK Vorwärts Frankfurt/O. | 16 / 0–   |
| 8. | Peter Rost         | SC Leipzig                | 16 / 03   |